# Scotty Davidson
Temple de la renommée : 1950
Allan McLean Davidson, Scotty Davidson, (né le 6 mars 1892 à Kingston, dans la province de l'Ontario, au Canada – mort le 16 juin 1915 en Belgique) est un joueur professionnel canadien de hockey sur glace.
Il évolue au début du XXe siècle et est considéré comme un des meilleurs ailiers de son époque ; jouant avec l'équipe junior de Kingston, il les conduit à deux titres de championnats de l'Ontario en 1910 et 1911. Il rejoint par la suite l'équipe des Calgary Athletics qui remporte en 1912 le championnat de la province de l'Alberta. La même année, il devient professionnel en signant avec les Blueshirts de Toronto de l'Association nationale de hockey (ANH). Pendant les deux saisons qui suivent, il est le meilleur buteur de l'ANH et, en tant que capitaine, mène son équipe à la conquête de la Coupe Stanley en 1914.
Quand la Première Guerre mondiale éclate en 1914, Davidson est le premier joueur de hockey professionnel à s'engager dans les Forces canadiennes. Il meurt au combat lors d'un combat en Belgique en 1915 et sa mémoire est par la suite honorée au Mémorial de Vimy. Il est admis au Temple de la renommée du hockey en 1950 à titre posthume.

## Biographie

### Carrière de joueur
Davidson est né le 6 mars 1892 à Kingston, en Ontario, au Canada ; il apprend à jouer au hockey sur glace de James Sutherland, futur membre du Temple de la renommée. En 1908-1909, il joue dans l'équipe du 14e Regiment de Kingston alors qu'il n'a que dix-sept ans et joue ses premières rencontres dans la division senior de l'Association de hockey de l'Ontario. Avec huit buts en quatre rencontres, il est le meilleur de la ligue. Lors de la saison suivante, il joue avec l'équipe junior des Frontenacs de Kingston ; il est un des meilleurs joueurs de l'équipe et est nommé capitaine de sa formation qu'il mène à deux reprises au titre de champion de l'AHO.
Après ses deux saisons en junior, Davidson décide de rejoindre l'Alberta où il rejoint les Calgary Athletics ; il marque trois buts lors de la saison de quatre rencontres et ajoute trois autres buts en trois matchs de séries éliminatoires. Les Athletics remportent leur championnat de province mais perdent en finale de la Coupe Allan contre les Victorias de Winnipeg. Le 23 mars, il annonce quitter l'ouest du Canada pour rejoindre les Blueshirts de Toronto, Ontario, qui évoluent dans l'Association nationale de hockey.
Davidson fait ses débuts professionnels avec les Blueshirts lors de leur première saison dans l'ANH, la saison 1912-1913 ; il joue sa première rencontre dans l'ANH fin décembre contre les Canadiens de Montréal, une défaite sur le score de 9-5. Il termine la saison avec dix-neuf buts inscrits en vingt rencontres alors que Joe Malone des Bulldogs de Québec est le meilleur de la saison avec quarante-trois filets.
Davidson est nommé capitaine de son équipe pour la saison 1913-1914 et il inscrit alors vingt-trois buts et treize passes décisives ; avec ces totaux, il est dans les dix meilleurs buteurs de l'ANH et deuxième meilleur passeur au classement. Les Canadiens de Montréal et les Blueshirts de Toronto sont à égalité au classement de la saison 1913-1914 et une série de deux rencontres est mise en place entre les deux formations pour déterminer l'équipe qui remporte le titre de champion de l'ANH. Montréal s'impose dans le premier match sur le score de 2-0 mais les joueurs de Toronto se reprennent lors du match retour avec une victoire 6-0 dont deux buts inscrits par Davidson. Les Blueshirts remportent ainsi leur première Coupe Stanley et sont défiés par les Aristocrats de Victoria de l'Association de hockey de la Côte du Pacifique ; mais ces derniers ayant oublié de faire une demande officielle aux trustees, les joueurs de Victoria ne peuvent pas officiellement prétendre ramener la Coupe Stanley chez eux en cas de victoire. Finalement, les Blueshirts remportent les trois rencontres jouées et l'ANH conserve la Coupe pour encore un an.

### La Première Guerre mondiale
Quand la Première Guerre mondiale éclate en 1914, Davidson est le premier joueur de hockey professionnel à s'engager dans les Forces canadiennes dès le mois d'août,. Il rejoint le 2e bataillon, un régiment de l'Est de l'Ontario et meurt un peu moins d'un an plus tard, le 16 juin 1915 à l'âge de 23 ans.
Sa mémoire est par la suite honorée au Mémorial de Vimy alors qu'il est admis au Temple de la renommée du hockey en 1950 à titre posthume.

## Statistiques
| Saison    | Équipe                   | Ligue   |    | Saison régulière | Saison régulière | Saison régulière | Saison régulière | Saison régulière |   | Séries éliminatoires | Séries éliminatoires | Séries éliminatoires | Séries éliminatoires | Séries éliminatoires |
| Saison    | Équipe                   | Ligue   | PJ | B                | A                | Pts              | Pun              | PJ               | B | A                    | Pts                  | Pun                  |                      |                      |
| 1908-1909 | 14e Regiment de Kingston | AHO Sr. | 4  | 8                | 0                | 8                | 11               | 4                | 4 | 0                    | 4                    | 6                    |                      |                      |
| 1909-1910 | Frontenacs de Kingston   | AHO Jr. |    |                  |                  |                  |                  |                  |   |                      |                      |                      |                      |                      |
| 1910-1911 | Frontenacs de Kingston   | AHO Jr. |    |                  |                  |                  |                  |                  |   |                      |                      |                      |                      |                      |
| 1911-1912 | Calgary Athletics        | SASHL   | 4  | 3                | 0                | 3                |                  | 3                | 3 | 0                    | 3                    | 6                    |                      |                      |
| 1912-1913 | Blueshirts de Toronto    | ANH     | 20 | 19               | 0                | 19               | 69               | -                | - | -                    | -                    | -                    |                      |                      |
| 1913-1914 | Blueshirts de Toronto    | ANH     | 20 | 23               | 13               | 36               | 64               | 4                | 3 | 0                    | 3                    | 18                   |                      |                      |